# 아시카가 요시타네

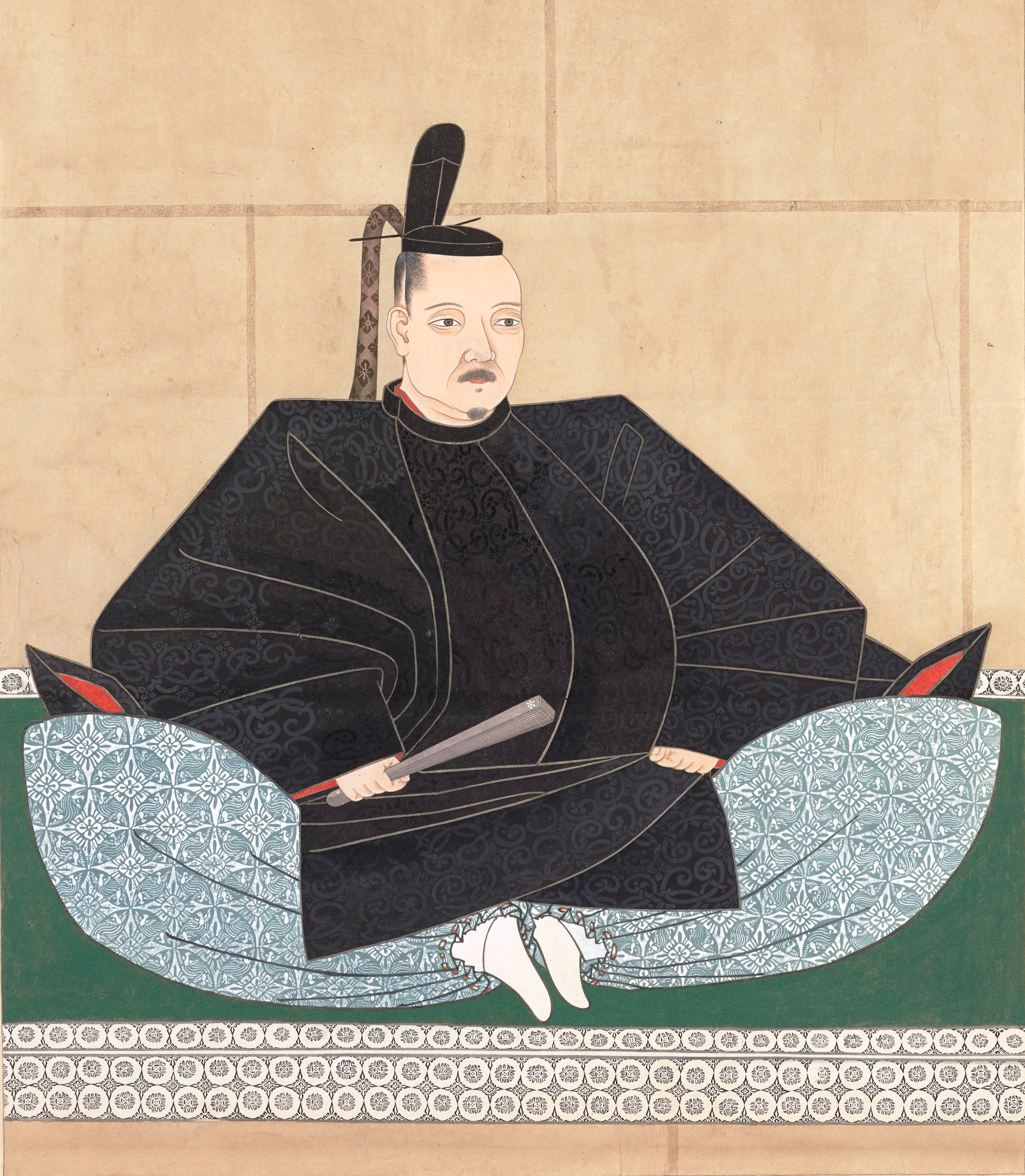
아시카가 요시타네

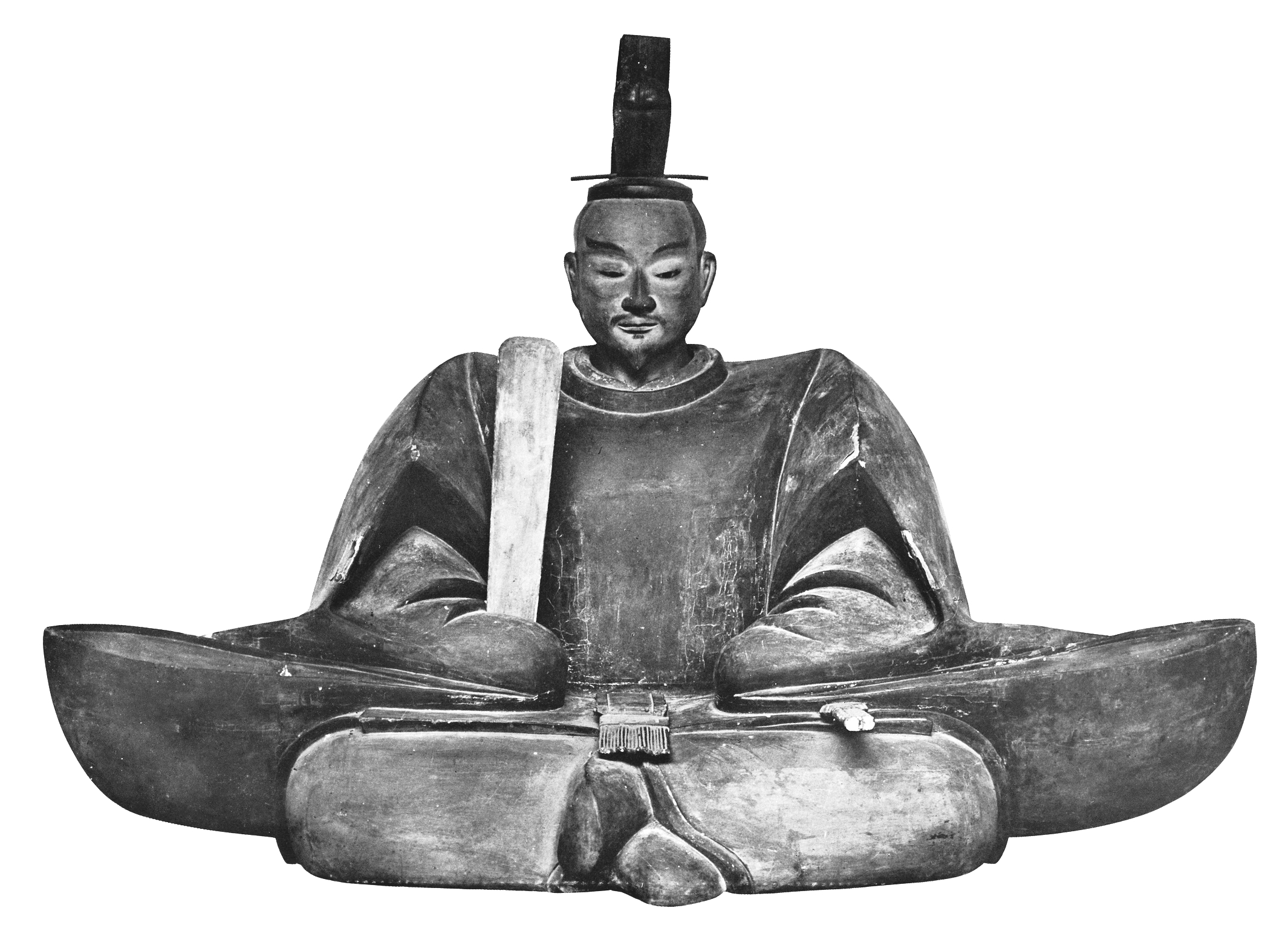
아시카가 요시타네 목상

아시카가 요시타네(일본어: 足利義稙, 1466년 9월 9일 ~ 1523년 5월 23일)는 무로마치 막부 제10대 쇼군이다. 친부는 6대 쇼군 아시카가 요시노리의 서자 아시카가 요시미이며 친모는 우라마쓰 시게마사의 딸이다. 양부는 아시카가 요시마사, 아시카가 요시히사 등이 있다.

## 같이 보기
- 료안지
- 누섬
- 아리마 온천
- 호소카와 요시하루
- 하타케야마 히사노부